# CVID
CVID는 2002년 10월 3일 2차 북핵위기가 발생한 이후, 조지 W. 부시 행정부에서 정의한 비핵화 개념이다. 완전하고 검증가능하며 돌이킬 수 없는 폐기(Complete Verifiable Irreversible Dismantling)를 말한다. 리비아 모델에 실제로 적용되어 비핵화에 성공했다.

## 역사
2004년 2월 25일부터 28일까지 베이징 댜오위타이 국빈관에서 개최된 제2차 6자 회담에서, CVID 원칙이 북한을 제외한 다섯 나라에 의해 공식적으로 수용되었다.
2018년 4월 하순부터 1주일 동안 CIA 당국자와 미국 핵전문가 등 3명이 북한을 방문해 미북정상회담을 조율했다. 김정은 위원장은 CVID 원칙 준수 의사를 밝혔다. 대신 '체제보장, 미국과 국교정상화, 경제제재 해제 등'을 요구했다.
2018년 10월 15일, 프랑스를 국빈방문한 문재인 대통령은 에마뉘엘 마크롱 프랑스 대통령과 정상회담을 갖고 한반도의 비핵화가 CVID 방식으로 이뤄져야 한다는 데 의견을 같이한다고 공동성명을 내었다. 북중러가 주장하는 단계적 비핵화를 문재인 대통령이 주장하며, 유엔 안보리 결의로 봉쇄된 북한에 일부 제재를 풀어달라고 하자, 마크롱 대통령은 트럼프 대통령과 마찬가지로, 이를 거부했다.
2018년 10월 19일, 벨기에 브뤼셀에서 열린 제12차 아셈 정상회의에서 아시아와 유럽 51개국의 정상들은 북한이 CVID를 이행해야 한다며, 단계적 비핵화를 거부했다. 문재인 대통령은 여기서 테리사 메이 영국 총리와 앙겔라 메르켈 독일 총리와 만났는데, 역시 같은 반응이었다.

## 이란 비핵화
2015년 7월 14일, 미국 민주당 오바마 대통령은 이란 하산 로하니 대통령과 이란 비핵화 협정인 포괄적 공동행동계획을 체결했다. 국제적으로 명백하게 밝혀진 이란 핵시설과, 미국 CIA가 의심하는 핵시설 장소를 핵사찰하였으며, 이란이 비핵확를 했다고 인정하여 각종 제재를 풀었다. 그러나 이스라일 모사드의 정보수집 결과, 이란은 CIA가 의심하지 않는 새로운 지역으로 핵시설을 옮기거나 새로 설치한 것으로 드러났다. 이란 비핵화 협정에서는, CIA가 의심하지 않았던 지역에 대해서는 어떠한 추가적인 핵사찰도 불허하였다. 이에, 속았다면서, 미국 공화당 트럼프 대통령이 2018년 5월 8일 전격 이란 비핵화 협정을 탈퇴 선언하며, 다시 이란에 제재를 가했다.
이란의 비핵화 사기극은, 이란과 북한이 러시아의 인접국가로서, 푸틴 대통령이 공식적으로는 부인하면서도, 사실상 양국을 핵무장 시키려고 하고 있기 때문에, 미국이 북한의 비핵화 선언을 의심하게 하는 큰 이유가 된다. 북한은 가장 최근의 도발인 2017년 11월 29일 화성 15호 최초 시험발사 직후 이란처럼 비핵화 행보를 보이고 있는데, 화성 15호의 백두산 엔진 연소시험에도 이란 기술자가 참관했다고 하는 등, 이란과 북한은 핵무장과 비핵화 정책에 있어서 마치 한몸과 같이 행동하고 있다.

## 개성공단 재개
북한은 CVID를 반대하며, 중국, 러시아와 함께 단계적 비핵화를 주장하고 있다. 따라서, 1단계 비핵화 조치를 하면, 미국이 유엔 안보리 결의로 봉쇄되어 있는 남북철도 연결사업, 남북도로 연결사업, 개성공단, 금강산 관광을 허가해 주기를 희망하고 있다. 이를 북한은 상응조치라고 주장한다. 미국이 상응조치를 해야 2단계 비핵화를 하겠다는 입장이다.
2018년 10월 10일, 국정감사에서 야당의원들이 정부에 대해 이들 사업에 관한 세부예산계획을 공개하라고 요구한 반면 정부는 아직 공개할 수 없다고 맞섰다. 그러나 한국당 정양석 의원이 입수한 한국철도시설공단 내부자료에 따르면 이 사업의 소요비용은 43조원에 이른다. 통일부가 2008년 국회에 제출한 10·4선언 이행비용 추계자료에서는 8조원, 금융위원회가 2014년 추정한 남북 철도·도로 연결 사업비는 126조원이다.

## 단계적 비핵화
미국, 프랑스, 영국이 주장하는 일시적 CVID는 한번에 모든 비핵화를 하고 IAEA 핵사찰을 받으라는 것이다. 반면에 중국, 러시아, 북한, 한국 문재인 정부가 주장하는 단계적 비핵화는 CVID와 정반대 되는 개념으로서, 일시적 비핵화는 거부하며, 여러 단계를 나누어서, 그 단계마다 북한의 일부 비핵화와 유엔의 일부 경제제재 해제를 맞교환 하자는 주장이다. 한국은 이명박, 박근혜 정부에서는 일시적 CVID를 주장했다.
2018년 5월 28일, 스탠퍼드 대학교 산하 국제안보협력센터(CISC)의 지그프리드 헤커, 로버트 칼린, 엘리엇 세르빈 연구팀은 '기술적 관점에서의 북한 비핵화' 보고서에서 "즉각적인 CVID(완전하고 검증 가능하며 불가역적인 핵폐기) 요구"는 북한이 절대 수용하지 않을 뿐 아니라 현실성도 떨어진다고 진단하며 미국은 비핵화에서 단계적 접근을 준비해야 한다고 주장했다. 지그프리드 헤커 박사는 개인적으로 북한 비핵화에 15년이 걸릴 것으로 보았다.
핵무장은 국제법상 중대한 국가범죄로, 유엔 안보리는 핵무장죄를 매우 무섭게 처벌한다. 같은 후진국 갑과 을이 있을 경우, 갑이 핵무장죄를 저지르면, 그 후에 자수 자백하여 유엔 안보리의 처벌을 받으면서, 최족적으로는 비핵화를 한다고 해도, 모범적 후진국인 을 보다 절대 잘 살게 되어서는 안된다. 만약 핵무장죄를 저지른 전과자가 모범국 보다 더 잘살게 되면, 모든 후진국이 핵무장을 시도할 것이다. 따라서, 미국 등 유엔의 입장은, 핵무장죄를 저지른 범죄국가 북한이, 설령 CVID 비핵화를 한다고 해도, 그 후에 모범적인 후진국들 보다 잘살게 되어서는 안되게 하여야 할 국제적인 의무가 있다. 따라서, 일시적인 CVID 비핵화를 단행하여 IAEA 핵사찰까지 완벽하게 받더라도, 이를 대가로 하여 경제적으로 거대한 이득을 취하면, 모범적인 후진국들이 모두 핵무장을 한 후에 비핵화를 대가로 막대한 경제적 이득을 챙기려고 할 것이다. 따라서, CVID 비핵화를 완료해도 북한은 일체의 경제적 보상이 주어져서는 안된다. 비핵화를 완료하고 나서도, 모범국 보다 잘 살게 되어서는 안된다. 그런데, 일시적인 CVID 비핵화의 완료도 아니고, 1단계 2단계 하면서, 계속 유엔으로부터 막대한 경제적 이익을 취하려고 하는 것이, 북한의 입장이다.
2019년 3월 20일, 미국 CIA에서 대북 협상을 담당하다 최근 퇴직한 앤드루 김 전 코리아미션센터장이 서울에서 열린 스탠퍼드 대학교 동문 대상 비공개 특강에서, 미국은 CVID를 포기한 적이 없는데, ICBM 문제만 해소하면 미국이 제재를 풀어줄 것이라는 취지로 청와대가 말을 지어낸 것에 미국이 불만이라고 말했다.

## 영변 핵시설 폐기
2019년 6월 26일, 문재인 대통령은 돌이킬 수 없다는 기준을 영변 핵시설 폐기로 본다. 그러나 상당수 전문가들은 "영변은 더 이상 북한의 주력 핵시설이 아니며 비밀 우라늄 농축시설이 다수 존재한다"고 주장한다. 도널드 트럼프 대통령도 영변 핵시설 폐기만으로는 돌이킬 수 없다고 평가할 수는 없다고 본다.
2019년 6월 27일, 문정인 대통령통일외교안보특보는 한 포럼에서 “영변에는 핵 관련 시설이 300개 있는 걸로 추정되는데 북한 핵 시설의 60∼70%에 해당한다고 보면 된다. 이는 가장 최근 영변 핵시설을 참관했던 미 핵 과학자인 시그프리드 헤커 박사의 의견”이라며 전날 문 대통령의 언급을 지지하고 나섰다.

## 핵무기 공유
북한 비핵화에 대한 근본적인 비판은, 바로 독일 비핵화다. 서독은 핵문제가 발생하자 독자 핵무장을 천명했다. 그러자 미국이 이를 적극적으로 반대하고 저지하여, 독일은 대규모 원전 국가가 되어 대규모 핵연구소와 핵연구자들을 보유했지만, 독자 핵무장은 하지 않았고, 대신 미국과 핵무기 공유를 했다.
이 핵무기 공유는, 따라서 독자 핵무장 추진 보다 바로 아랫단계의 핵무장 상태로서, 2차대전의 전범국이자 유럽 최대 강대국 독일이 냉전시절부터 채택하여 온 핵무장 정책인데, 북한이 리비아식 비핵화인 CVID를 한다면, 리비아처럼 정권이 전복되고 카다피가 살해되지 않는 한, 독일식의 핵무기 공유를 할 가능성이 상당하다. 그런데, 이 독일식 핵무장법인 핵무기 공유는 사실상 독자 핵무장과 별다른 차이가 없다.
즉, 현재 국제사회는 세가지 핵무장 방법이 있다.
- 독자 핵무장: 프랑스
- 핵무기 공유: 독일
- 핵우산: 일본, 한국

북한이 독자 핵무장을 하나, 그 보다 한 단계 아래인 핵무기 공유를 하나, 핵우산을 하고 있는 한국, 일본이 불안하기는 마찬가지다. 그러면, 과연 북한이 독자 핵무장을 완성했는데, 그것을 포기하고, 예전의 미개할 때의 핵우산으로 간다고 보기는 좀 어렵다. 핵무기 공유로 갈 가능성이 높다. 그렇다면, 독자 핵무장이나 핵무기 공유나 한국, 일본에는 별다른 차이가 없는 큰 위협이다. 따라서, 한국, 일본은 독자 핵무장은 불가하다는 것이 미국의 서방세계에 대한 매우 일관된 정책이므로, 그렇다고 기존의 핵우산에만 머물러 있어도 될 정도로 북한의 핵무장 수준이 동결된 것도 아니고, 엄청나게 급진된 상태이므로, 한국, 일본은 반드시 핵무기 공유로 가려고 할 것이다.
결국, 북한이 독자 핵무장을 해도 한일은 핵무기 공유로 갈 것이고, 북한이 비핵화를 해서 핵무기 공유를 하더라도 한일은 핵무기 공유로 맞받을 것이다. 북한이 핵우산으로 간다고 볼 가능성은 매우 낮다. 리비아는 비핵화를 하고 핵우산으로 갔지만, 정권이 몰락하고 카다피가 살해되어, 북한이 이런 체제보장이 안되는 리비아식은 매우 반대하고 있다. 그렇다면, 결국 핵무기 공유쪽으로 갈 것이다.
핵무기 공유는, 김정은이 계속 새벽에 불시의 미사일 발사를 지시한다. 단지 중국군이나 러시아군이 중국산 러시아산 수소폭탄을 미사일에 미리 장전해 놓고, 북한과 듀얼키를 돌려서 핵탄두를 활성화하는 방식이다. 어차피 김정은이 좋아하는 새벽의 불시 발사는 매한가지다.
결국, 북한 핵무장과 비핵화의 차이가 별로 크지 않다. 어차피 한일도 듀얼키의 맞핵무장인 핵무기 공유로 가게 될 것이다. 그렇다면, 왜 그렇게 굳이 애써서, 북한 핵무장을 해야만 하는지는, 의문이다. IAEA 사찰단이 북한에 자유롭게 사찰하든 못하든, 한일은 어차피 핵무기 공유로 가게 될 것이니까. 결국, 북한 비핵화는 탁상공론이며 실익없는 논쟁이란 비판이 있을 수 있다.
이런 비판은 트럼프 행정부의 FFVD에도 동일하게 적용된다.

## 같이 보기
- 조선민주주의인민공화국의 비핵화
- CVIG
- FFVD